# 夢幻花
《夢幻花》是日本作家東野圭吾的長篇推理小說。在PHP研究所發行的月刊雜誌《歷史街道》2002年7月號至2004年6月號上連載，一直到2013年4月才由PHP研究所出版小說單行本。
連載結束後，東野親自對故事進行大幅度的修改。東野表示，牽牛花並不會開出黃色的花朵，然而在江戶時代，確實存在過黃色的牽牛花，這本身就是一個很有趣的推理懸念。因此他在新出版的小說單行本中，只留下了「黃色牽牛花」這一關鍵字，情節則全部重寫。並且還涉及到2011年3月11日發生的東日本大震災的相關內容。作者表示如果看過以前的連載，再來閱讀本書，一定會大吃一驚。

## 出版書籍
| 出版社           | 出版日期      | 格式   | 頁數  | ISBN                   | 譯者      |
| ---------------- | ------------- | ------ | ----- | ---------------------- | --------- |
| PHP研究所        | 2013年4月18日 | 單行本 | 371頁 | ISBN 978-4-56-981154-3 | 不適用    |
| 朝鮮 (地區)      | 2014年5月15日 | 平裝書 | 424頁 | ISBN 979-118-501451-7  |           |
| 春天出版國際文化 | 2014年5月20日 | 平裝書 | 384頁 | ISBN 978-986-570-615-9 | 王蘊潔    |
| 作家出版社       | 2015年1月1日  | 平裝書 | 308頁 | ISBN 978-750-637773-7  | 趙峻.皮琳 |

## 宣傳詞
- 別去追尋黃色的牽牛花。[2]

## 故事簡介
大阪的大學研究生蒼太在父親的三回忌時回到江東區木場的老家。而在員警廳工作的哥哥要介則表示工作比父親的三回忌要重要而外出，之後蒼太就認識了前來拜訪要介的秋山梨乃。為了接近梨乃不惜捏造自己的職業，並要求梨乃將她部落格里「黃色牽牛花」的照片刪除的要介，其真正的目的是什麼？認為梨乃獨居的祖父周治被殺害的案件與「黃色牽牛花」有着不小關係的蒼太和梨乃，開始一起行動偵查「黃色牽牛花」的謎團和案件的真相。另一方面，西荻窪署的早瀨亮介對於把自己兒子裕太拯救的富有正義感的老人秋山周治，竟然是自己所轄的兇案死者而感到震驚。為了偵破此案，早瀨亦獨自追蹤案件的真相。

## 登場人物
蒲生 蒼太（Gamou Souta）
大阪的研究生，專業是核工程。即將畢業就職但對自己要走的道路感到迷惘。在東京老家的家人當中感到疏遠感。
秋山 梨乃（Akiyama Rino）
大三學生，獨自住在東京高圓寺的女性公寓。以參加奧運游泳項目為目標，但突然因為某個原因而不能游泳。被祖父周治栽種的花治愈了心靈，因此定期都會到周治的家裡去。
秋山 周治（Akiyama Shuuji）
梨乃的祖父。從三年前開始獨居在西荻窪。在自家中一邊栽種大量的花朵，一邊悠閒地獨自生活著，然而某天卻被人殺害了。在職時的工作是研究培育當時還未存在於世的藍玫瑰。
蒲生 要介（Gamou Yousuke）
比蒼太大13歲的哥哥。菁英公務員。隱瞞自己的職業接近在自己的部落格上載「黃色牽牛花」照片的秋山梨乃。
鳥井 尚人（Torii Naoto）
梨乃的表哥。大學退學後以成為職業音樂人為目標，人氣業餘樂隊「Pendulum」的鍵盤手。在沒有留下遺書的情況下從家中的窗口跳落自殺。
早瀨 亮介（Hayase Ryousuke）
西荻窪署的巡査部長。其轄區內發生的兇案被害者秋山周治，以前曾經幫過被懷疑是小偷的兒子裕太。勢要捉到兇手的他獨自一人展開搜查。
蒲生 志摩子（Gamou Shimako）
蒼太的母親，本姓日下部。
蒲生 真嗣（Gamou Shinji）
蒼太的父親，曾是警官，在2年前罹患胰腺癌過世。
日野 和郎（Hino Kazuo）
久遠食品研究開發中心的研究員。秋山周治的舊同事。
大杉 雅哉（Oosugi Masaya）
人氣業餘樂隊「Pendulum」的主音歌手和吉他手。和鳥井尚人認識後，兩人一起以職業音樂人為目標。
伊庭 孝美（Iba Takami）
蒼太中學時代的初戀情人。醫生的女兒。

## 書籍評價
- 2013年 第26回 「柴田鍊三郎獎」　獲獎
- 2013年 「週刊文春推理小說 Best 10」　第10名

## 外部連結
- （日語）http://www.php.co.jp/mugenbana/ （页面存档备份，存于）
- http://www.yes24.com/24/goods/12982170 （页面存档备份，存于）
- （繁體中文）博客來網路書店 夢幻花 （页面存档备份，存于）